# Кантор (лунный кратер)
Кратер Кантор (лат. Cantor) — большой ударный кратер в северном полушарии обратной стороны Луны. Название присвоено в честь немецкого математика Георга Кантора (1845—1918) и немецкого историка математики Морица Кантора (1829—1920); утверждено Международным астрономическим союзом в 1970 г. Образование кратера относится к позднеимбрийскому периоду.

## Описание кратера

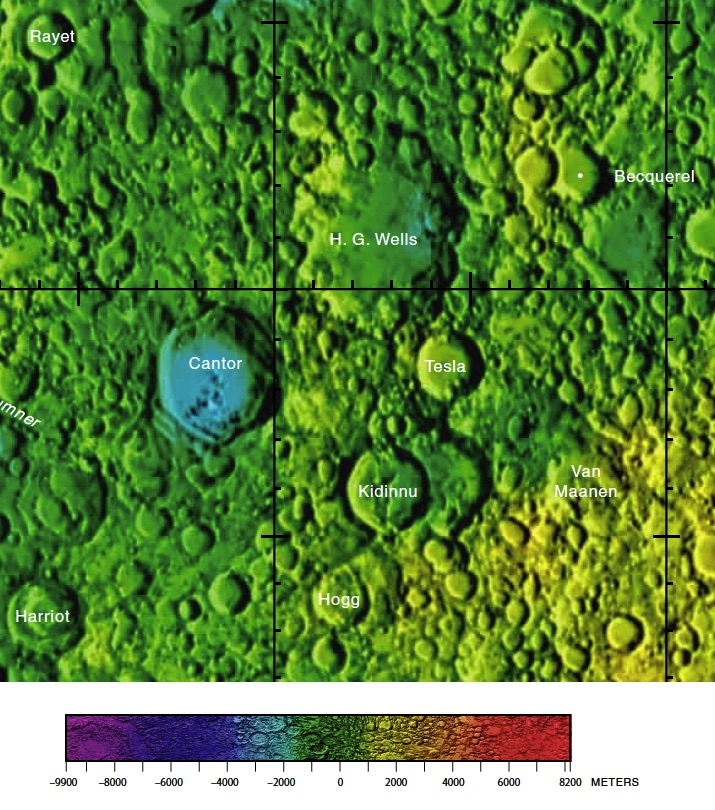
Окрестности кратера Кантор. Фрагмент карты обратной стороны Луны.

Ближайшими соседями кратера являются кратер Сомнер на западе; кратер Сисакян на западе-северо-западе; кратер Райе на севере-северо-западе; кратер Уэллс на северо-востоке; кратер Тесла на востоке; кратеры Кидинну и Хогг на юго-востоке и кратер Гарриот на юго-востоке. На западе от кратера Кантор располагается цепочка кратеров Сомнера. Селенографические координаты центра кратера 38°02′ с. ш. 118°41′ в. д. / 38,04° с. ш. 118,69° в. д., диаметр 75,7 км, глубина 2,8 км.
Кратер Кантор имеет полигональную форму, слегка вытянутую в направлении север-юг и незначительно разрушен за время своего существования. Вал с сравнительно острой кромкой, внутренний склон вала террасовидной структуры. Высота вала над окружающей местностью достигает 1360 м , объем кратера составляет 6 098 км3. Дно чаши ровное, за исключением сильно пересеченной южной части, имеется группа центральных пиков состоящая из анортозита и габбро-норито-троктолитового анортозита с содержанием плагиоклаза 85-90 % (GNTA1).

## Сателлитные кратеры

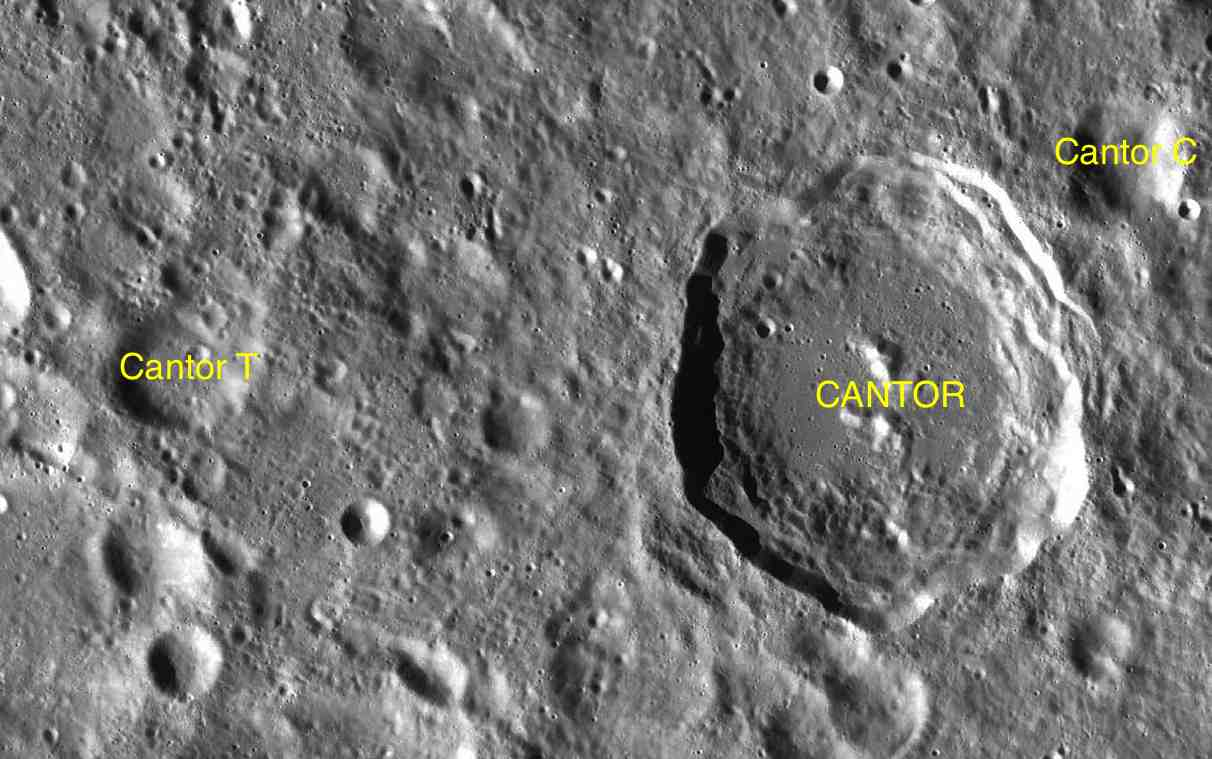
Фрагмент карты LAC-30.

| Кантор | Координаты                                              | Диаметр, км |
| ------ | ------------------------------------------------------- | ----------- |
| C      | 39°19′ с. ш. 120°28′ в. д. / 39,32° с. ш. 120,47° в. д. | 21,5        |
| T      | 38°04′ с. ш. 113°35′ в. д. / 38,07° с. ш. 113,58° в. д. | 22,4        |

## Галерея

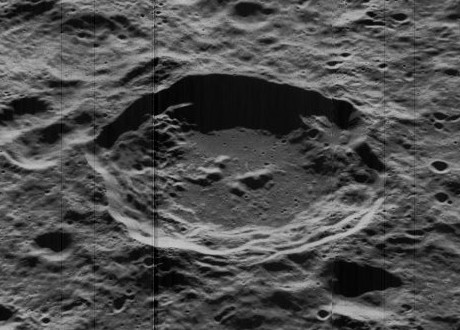
Снимок зонда Lunar Orbiter - V.
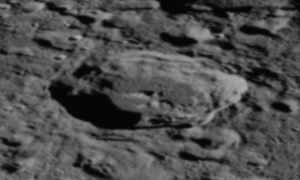
Снимок с борта Аполлона-14.
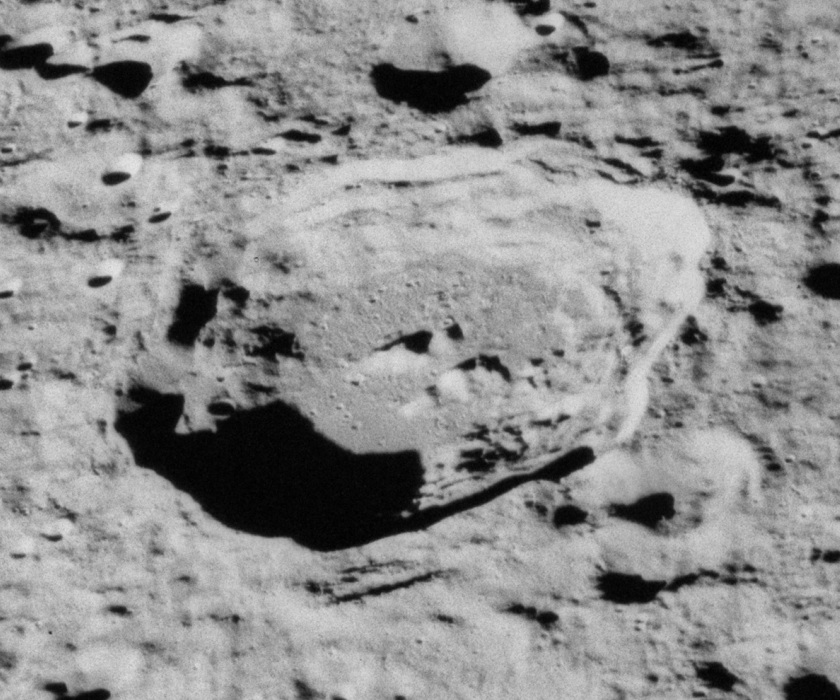
Снимок с борта Аполлона-16.

## См.также
- Список кратеров на Луне
- Лунный кратер
- Морфологический каталог кратеров Луны
- Планетная номенклатура
- Селенография
- Минералогия Луны
- Геология Луны
- Поздняя тяжёлая бомбардировка